# بلدة سيمز (ميشيغان)
سيمز (بالإنجليزية: Sims Township, Michigan)‏ هي بلدة تقع بولاية ميشيغان في الولايات المتحدة. تبلغ مساحتها 120.9 (كم²)، وترتفع عن سطح البحر 181 م، بلغ عدد سكانها 1095 نسمة في عام تعداد الولايات المتحدة 2010 حسب إحصاء مكتب تعداد الولايات المتحدة وتصل الكثافة السكانية فيها 36.7 نسمة/كم2.

## وصلات خارجية
- www.simstownship.org
- The US50 - Cities and Towns in Michigan State
- Michigan Cities and Towns, Facts, Map, Flag, Colleges, Government, and More